# Rose Mooney-Slater
Pour les articles homonymes, voir Mooney et Slater.
Rose Camille LeDieu Mooney-Slater (23 octobre 1902 - 21 novembre 1981) est une physicienne américaine. Elle a travaillé sur le projet Manhattan pendant la Seconde Guerre mondiale. Elle est la première femme cristallographe aux rayons X des États-Unis. 

## Jeunesse et formation
Rose Camille LeDieu naît le 23 octobre 1902 à La Nouvelle-Orléans (Louisiane). A 20 ans, elle épouse Caroll E. Mooney (1894-1965), un pharmacien, vétéran de la Première Guerre mondiale. Le mariage dure environ huit ans jusqu'à son départ de la Nouvelle-Orléans, ils divorceront en 1945. 
Mooney-Slater obtient un baccalauréat universitaire et une maîtrise en physique du Newcomb College de l'université Tulane, respectivement en 1926 et 1929. Elle postule pour un troisième cycle au California Institute of Technology sous le nom de R. C. L. Mooney. Elle est acceptée, mais quand elle arrive à l'Université, elle apprend que les femmes n'y sont pas admises. Linus Pauling lui offre un poste temporaire d'assistant de recherche et la fait transférer à l'université de Chicago, où elle obtient son doctorat en physique en 1932. En 1931, elle publie seule la structure du permanganate de potassium.  

## Carrière
En 1933, Mooney-Slater devient professeur de physique au Newcomb College, l'établissement pour femmes rattaché à l'université Tulane. Conduire des recherches y est difficile, notamment car son « ... bureau-laboratoire-salle de classe contenait un seul tube à rayons X et un porte-film Laue-point » et ce jusqu'en 1945. Elle profite de ses étés pour travailler dans des institutions mieux équipées comme l'université du Michigan, l'université Johns Hopkins ou Caltech. Elle publiera neuf articles, la plupart sur la structure des sels triiodures et des anions interhalogènes.  En 1938, elle est élue membre de la section Sud-Est de la Société américaine de physique à l'âge de 36 ans. Elle y sera successivement président de programme, membre du conseil exécutif, vice-président et président. 
Mooney-Slater obtient la bourse Guggenheim en 1939 pour travailler à Amsterdam mais la seconde guerre mondiale l'oblige à rentrer aux États-Unis. En 1941, elle est nommée chef du département de physique du Newcomb College.  
De 1943 à 1944, elle travaille comme physicienne de recherche et cristallographe sur le projet Manhattan au Metallurgical Laboratory de l'Université de Chicago. Elle participe à la création du laboratoire de cristallographie et devient responsable de la Section Rayon-X. En 1950, elle est membre du Comité permanent des données de l'Association américaine de cristallographie dans laquelle elle est active depuis sa création. 
De 1952 à 1956, Mooney-Slater est physicienne au National Institute of Standards. Elle épouse John C. Slater, physicien au MIT, en 1954. De 1956 à 1966, elle rejoint son époux et devient physicienne de recherche au MIT. Le couple déménage en Floride ou Rose enseigne  la physique à l'université de Floride de 1966 à 1974.  
Elle décède le 21 novembre 1981, cinq années après son mari.    